# 菅松峰
菅 松峰（すが しょうほう、寛政2年〈1790年〉 - 嘉永4年10月20日〈1851年11月13日〉）とは、江戸時代中後期の大坂の絵師。

## 来歴
丹羽桃渓の門人。大坂の人で北久太郎町二丁目に住む。名は伯太。松峰、松峯、松真斎と号す。作画期は文化5年（1808年）頃から嘉永にかけてで、主に噺本の挿絵などを描いている。また生け花も能くした。享年62、墓所は大阪市天王寺区生玉寺町三丁目の月江寺。

## 作品
- 『百の笑』　噺本　※文化8年（1811年）刊行、浪華一九作
- 『会席噺袋』三巻　※文化9年刊行。浪華一九老人校閲、喜林館慶山補助
- 『故事附古新話』五巻　※文化11年刊行、浪華一九作
- 『花競二巻噺』二巻　※文化11年刊行、浪華一九・谷十丸作。『花競芝翫ばなし』、『花競璃寛噺』の二冊に分かれる。
- 『画本道の手引』二冊　※文政5年（1822年）刊行、思恩堂非得編。挿絵を桃渓とともに描く。